# Eragrostis apiculata
Eragrostis apiculata är en gräsart som beskrevs av Johann es Christoph Christian Döll. Eragrostis apiculata ingår i släktet kärleksgrässläktet, och familjen gräs. Inga underarter finns listade i Catalogue of Life.